# Еш Форк (Аризона)
Еш Форк (енгл. Ash Fork) насељено је место без административног статуса у америчкој савезној држави Аризона.

## Демографија
По попису из 2010. године број становника је 396, што је 61 (-13,3%) становника мање него 2000. године.
| Група             | 2000.       | 2010.       |
| Белци             | 214 (46,8%) | 216 (54,5%) |
| Афроамериканци    | 0 (0,0%)    | 3 (0,8%)    |
| Азијати           | 0 (0,0%)    | 0 (0,0%)    |
| Хиспаноамериканци | 235 (51,4%) | 167 (42,2%) |
| Укупно            | 457         | 396         |